# Sapang Dalaga
Sapang Dalaga est une localité de la province du Misamis occidental, aux Philippines. En 2015, elle compte 19 983 habitants.